# Joe Berry
Joseph Berry, DFC & 2 bars, (Tursdale, 28 februari 1920 - Kibbelgaarn, 2 oktober 1944) was squadroncommandant van het 501e squadron, gestationeerd op de vliegbasis Bradwell Bay in Engeland. Met het neerhalen van 61 V1's (vliegende bommen) heeft hij een onuitwisbare indruk achtergelaten in de geschiedenis van de Royal Air Force en behoorde tot de vliegende azen. Hij overleed op maandag 2 oktober 1944 ten gevolge van een crash bij Kibbelgaarn in Oost-Groningen en werd begraven op de algemene begraafplaats te Scheemda.

## Carrière
Joe Berry werd geboren in Tursdale en toen hij drie jaar was verhuisde hij met zijn gezin naar Hampeth bij Alnwick in Northumberland. Op zijn twaalfde jaar kreeg hij een studiebeurs voor de Duke Grammar school te Alnwick. Hierna ging hij werken voor de overheid. Bij het uitbreken van de oorlog was hij werkzaam bij de inkomstenbelasting. In 1940 meldde hij zich bij de RAF en werd toegelaten tot de vliegeropleiding. Op dat moment was de Battle of Britain op zijn hoogtepunt. In 1940, na de eerste solovluchten, werd hij piloot op een Miles Master en in mei 1941 vloog hij de Hawker Hurricane. Hierna volgde zijn bevordering tot sergeant en werd hij ingedeeld bij het 256e squadron te Squires Gate bij Blackpool. Eind 1942 was Berry een volleerd nachtjagerpiloot en in maart 1943 werd hij overgeplaatst naar het Middellandse Zeegebied. Samen met zijn navigator, Ian Watson uit NewCastle, werd hij ingedeeld bij het 153e squadron te Maison Blanche in Algiers.
In mei 1943 werd Joe overgeplaatst naar het 255e squadron dat in Frans Marokko gestationeerd was. In september werd het squadron overgeplaatst naar de vliegbasis Bo Rizzo op Sicilië en op de avond van de 13e september schoten Joe en zijn navigator in de omgeving van Salerno een Junkers Ju-88 neer. Op 30 september volgde de tweede overwinning, een Messerschmitt ME-210 en een maand daarna weer een Ju-88.
Hierna werden zij weer in Engeland gestationeerd op de basis Wittering. In maart 1944 kreeg hij zijn DFC voor het neerschieten van drie vijandelijke vliegtuigen. Na zijn bevordering tot Flight Lieutenant kwam hij bij de 'F' flight van het 150e Wing in Folkestone, Kent. Deze eenheid, die bestond uit het 3e, het 56e en het 486e squadron, was uitgerust met de nieuwe Hawker Tempest.
In juni 1944 werd deze FIU, Fighter Interception Unit, ingezet tegen de vliegende bommen die dagelijks overkwamen. Eerst vloog de FIU overdag maar later werd ontdekt dat de raketten beter 's nachts aangevallen konden worden.

## V-1
Op 13 juni 1944, om 04.18 uur, precies een week na D-Day, spatte de eerste vliegende bom op Engelse bodem uiteen. Het Duitse volk had zijn vergeldingswapen, dat de geallieerden de honderdduizenden bommen op Duitse steden betaald zou zetten. Hoewel de traag vliegende V-1's, door de Engelsen 'doodlebugs' genoemd, veel onrust onder de Engelse burgerbevolking zaaiden en door hun relatief grote aantal, omvangrijke materiële schade veroorzaakten, konden ze geen invloed meer uitoefenen op het verdere verloop van de oorlog. De eerste 'Diver' kwam met een daverende klap neer in Swanscombe, ten oosten van Londen. Het was de eerste van de 2300 doodlebugs die tussen 16 juni en 5 september 1944 neer zouden komen en veel slachtoffers zouden gaan maken. In die 80 dagen hadden de Duitsers ongeveer 8000 vliegende bommen gelanceerd, waarvan er 2300 de Engelse verdediging zouden passeren.
In grote haast werd een verdedigingssysteem opgericht, bestaande uit luchtdoelgeschut, kabelballons en jachtvliegtuigen. Alleen de laatsten zouden effectief kunnen zijn, omdat de V-1's op een hoogte van ongeveer 800 meter en met een snelheid van 660 km per uur vlogen. Van alle jachtvliegtuigen was de Hawker Tempest het meest geschikt door zijn snelheid en de mogelijkheid de V-1 horizontaal in te halen.
In juli 1944 werden in totaal door verschillende vliegers 146 V-1's uit de lucht geschoten. De eerste twee ontmoetingen van Joe Berry met de V-1 liepen op niets uit maar de derde keer was het raak. In drie vluchten in een nacht schoot Joe twee bommen neer. In de nacht van 23 juli schoot Joe Berry zeven V-1's neer en ontwikkelde hij zich tot de grootste V-1 specialist van de oorlog. Op 4 augustus kreeg hij zijn eerste gesp bij het DFC.
Op 10 augustus 1944 werd hij bevorderd tot 'squadron-leader' en geplaatst bij het 501e squadron op de vliegbasis Manston. Deze eenheid werd ook geplaatst onder de FIU en had slechts drie doodlebugs kunnen neerhalen in 200 vluchten in de eerste 10 dagen van augustus 1944. Na de overname van het squadron door Joe Berry was aan het eind van de maand de score tien keer zo hoog. Bij zijn dood in oktober 1944 heeft Joe 61 V-1's geclaimd.

## 2 oktober 1944
In de vroege morgen van de tweede oktober 1944 stegen om 05.35 uur (UK standard time) drie Tempests op van de vliegbasis Bradwell Bay. Joe Berry, F/lt. Williams en F/Lt. Hansen vlogen een missie naar Bad Zwischenahn, ongeveer een 40 kilometer over de Duitse grens bij Nieuweschans. Bekend was dat dit gebied zwaar verdedigd werd en daarom had Berry bij deze missie twee zeer ervaren piloten mee genomen.
Op een hoogte van 15 meter vlogen ze over de kust Nederland binnen, via het IJsselmeer en de Noordoostpolder richting Meppel. Een lichte bocht naar het noordoosten bracht de drie Tempests in de richting van het radarstation bij Veendam. Daar, rond 06.50 uur, opende het lichte luchtdoelgeschut, een enkele mitrailleur, het vuur op de drie laagvliegende vliegtuigen.
Het middelste toestel, SD-F EJ 600, van Joe Berry werd geraakt en dook omlaag. Over de radio klonk nog een keer zijn bekende stem: "Carry on, chaps, I've had it." Joe Berry trok het toestel, volgens ooggetuigen, tot een hoogte van ongeveer 150 meter op. Men zag achter het toestel een spoor, waarschijnlijk glycol. Te laag vliegend had Joe geen kans om uit het toestel te springen. Het toestel sloeg, met de zwaargewonde piloot, tegen de grond in Kibbelgaarn en brandde uit. De overige twee Tempests cirkelden nog een aantal malen rond de plaats van de crash en vertrokken daarna.

## Na de oorlog
Tot 1948 bleef het onbekend wie de piloot was, die in Scheemda begraven lag. Dat kwam, doordat de beide piloten, die met Joe hadden gevlogen, in het "operations book" lieten aantekenen, dat de crash plaatsvond op 52° 55' Noord en 6°15' Oost. Dit is een coördinaat dat ongeveer 15 mijl ten noorden van Meppel lag.
De familie van Joe wist niet waar hij begraven lag. In september 1946 reisde Mevr. Ivy Berry, Joe's zuster, naar Nederland om naspeuringen te verrichten. Zij kwam in contact met het Nederlands Instituut voor Oorlogsdocumentatie. Deze verwees haar naar de schrijver Anne de Vries in Hooghalen. Anne de Vries plaatste een oproep in een aantal lokale dagbladen, waarin vermeld werd dat het vliegtuig vermoedelijk in de buurt van Meppel moest zijn neergekomen. Verschillende reacties volgden hierop en een aantal verwees naar de crash bij Kibbelgaarn. Zo kwam men ten slotte in contact met dhr. A. Jager. Via de initialen op de gevonden sigarettenkoker en de beschrijving van de omgekomen piloot, was men overtuigd dat de piloot die in Scheemda begraven lag, Joe Berry moest zijn. Pas toen werd de familie ingelicht omtrent de laatste rustplaats. In 1953 is de steen geplaatst van de Commonwealth of Wargraves. In 1983 zijn de resten van het vliegtuig opgegraven. Het wrak lag niet diep, ongeveer een halve meter. Veel van het vliegtuig was vergaan, alleen de massieve delen waren overgebleven. Deze bevonden zich in het oorlogsmuseum te Uithuizen.

## Militaire carrière
- Aircraftman 2nd class: 8 augustus 1940
- Sergeant: augustus 1941
- Pilot Officer:: 14 maart 1942
- Flying Officer: 1 oktober 1942[2]
- Flight Lieutenant: 14 maart 1944[3]

## Onderscheidingen
Flight Officer Joseph Berry ontving in februari 1944 het Distinguished Flying Cross.Op dat moment had hij in het Middellandse Zeegebied twee Junkers Ju-88 en een Messerschmitt-210 neergeschoten. Op 4 augustus 1944, na 43 V-1's te hebben neergehaald, ontving hij de eerste gesp bij het DFC. In januari 1946, bijna anderhalf jaar na zijn crash in Groningen, ontving hij postuum de tweede gesp. Zijn ouders, vrouw en zuster namen de onderscheidingen in ontvangst op Buckingham Palace.
- Distinguished Flying Cross op 3 maart 1944 als Flying Officer in het 255e Squadron, Royal Air Force[4][5]
  - Gesp op 1 september 1944[6][4]
  - Gesp op 13 februari 1946 (effectief vanaf 1 oktober 1944)[7][4]
- 1939-1945 Star[4]
- Air Crew Europe Star[4]
  - Gesp "FRANCE AND GERMANY"[4]
- Africa Star[4]
  - Gesp "NORTH AFRICA 1942 – 43"[4]
- Italy Star[4]
- Defensiemedaille[4]
- War Medal 1939-1945[4]

## Afbeeldingen

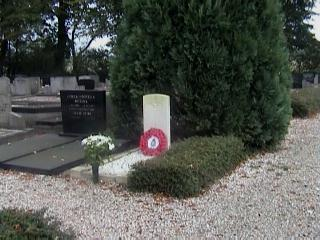
Begraafplaats Hoflaan Scheemda
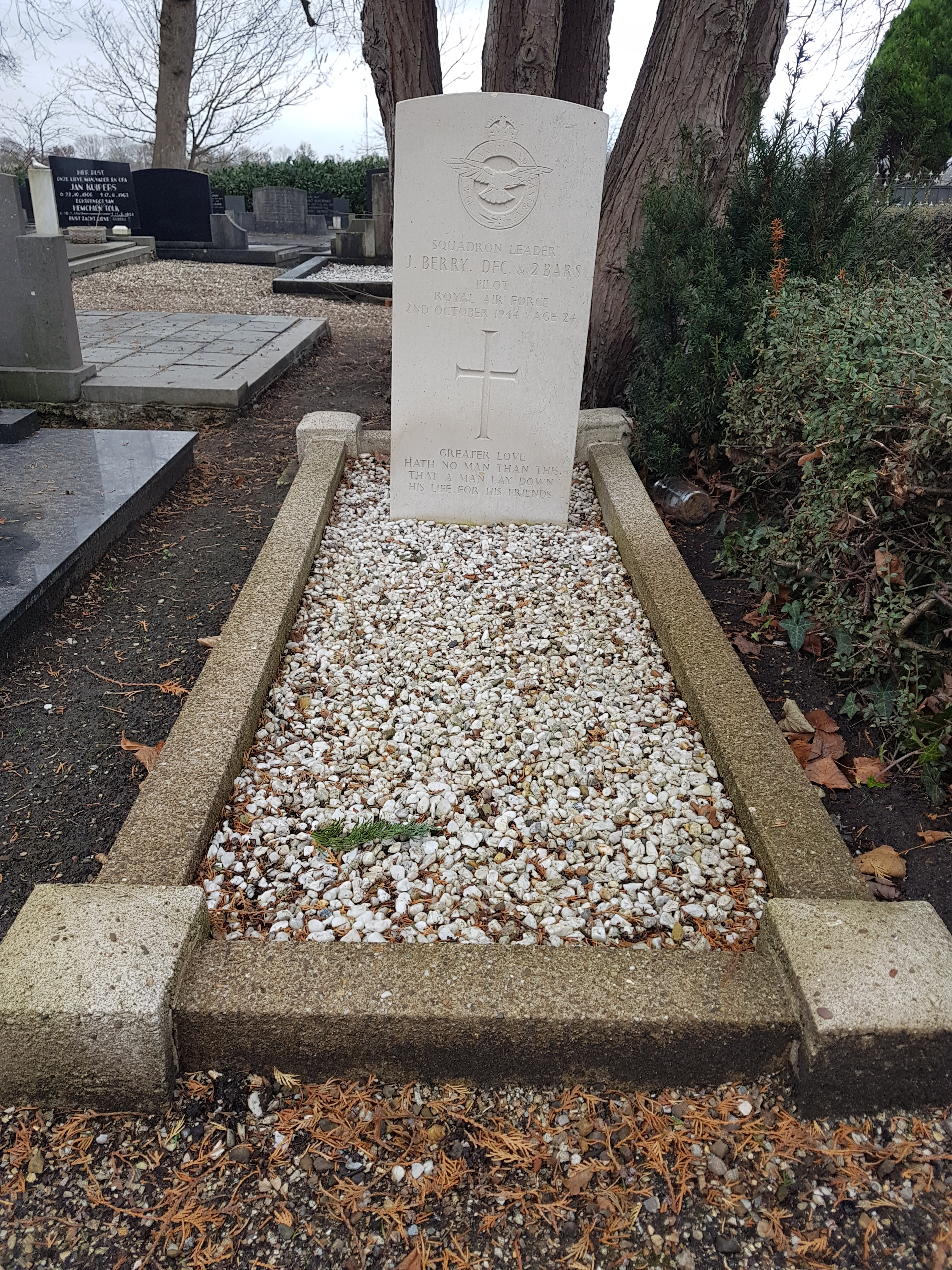
Het graf van de op 2 oktober 1944 omgekomen Britse gevechtspiloot Joseph Berry
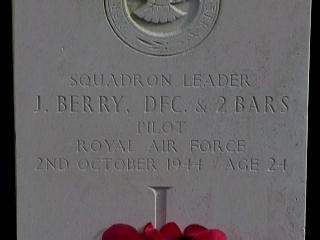
Grafsteen Joe Berry